# トリニダッド (葉巻)
トリニダッド、トリニダ（Trinidad）とは、キューバ共和国ハバナ州で生産されている葉巻の銘柄の1つ。

## 概要
コイーバと同じく政府高官用に生産されていたのであるが、トリニダはコイーバが市場用に解禁された1982年に政府用となった。現在トップブランドとして確立しているコイーバの上位種となり、ブランドランクのみで考えた場合トリニダがキューバ最上位に位置する葉巻となる。解禁されたのが1994年以降と比較的近年でありコイーバと比べて知名度はまだ低いものの、軒並み高評価で、ミディアムの味わい深い芳香が特徴とされる。
生産開始年数は不明で、1994年にパリにおいてシガー業界の販売促進用としてマスコミ用に振舞われたのが、キューバ以外の海外での初見とされており、それ故に“94年以降から市場に出回った”とされているのみであり、流通を通して販売が可能となったのは1998年頃からとされているが、生産やその他に関しての正確な日時は明らかでない。94年当時のマスコミのインタビューの中でキューバ政府関係者もトリニダッドの存在を知らない者がいると判明し、長年に渡り幻の葉巻とされてきたが、現在においては流通はある程度安定しており、幻のイメージに反して日本国内においても購入は容易である。

## 種類
解禁より日が浅く、レパートリーは豊かではないが、ロブストサイズからショートサイズまで基本的な物は揃えてある。
尚、市場解放前はパルマ・ラルガサイズのフンダドレスのみであった。以下は現在入手出来る主なサイズ。

## その他
トリニダ(Trinidad)は、キューバの都市のひとつで、1988年に世界遺産に登録されている「トリニダとロス・インヘニオス渓谷」にちなんで付けられている。